# Carlo Fatuzzo
Carlo Fatuzzo (né le 14 mars 1944 à Gênes) est un homme politique italien, leader du Parti des retraités, élu député en mars 2018 sur une liste de Forza Italia.
Élu député européen une première fois en 1999.